# Stor-Pottjärnen
Stor-Pottjärnen är en sjö i Skellefteå kommun i Västerbotten och ingår i Bureälvens huvudavrinningsområde.